# 長鰳
長鳓（学名：Ilisha elongata，又稱鳓，俗名曹白、鲞鱼、力鱼）為輻鰭魚綱鯡形目鯡亞目鋸腹鰳科鳓属的其中一種鱼类。其种加词“elongata”意为“长的”。

## 分布
本魚廣泛分布於東海、俄罗斯东部大彼得湾以及沿海，以及印度太平洋區等海域，包括俄羅斯遠東地區、日本、朝鲜、韓國、台灣、印尼、馬來西亞、印度、緬甸、泰国、越南、菲律賓等。该物种的模式产地在苏门答腊。

## 深度
水深0至20公尺。

## 特徵
本魚體延長而薄，體高為標準體長之27%~31%。頭中大，吻短鈍，上翹，吻長明顯短於眼徑。口中大，向上傾斜而近垂直；上頜骨末端圓形且不延長，僅可達瞳孔之下方；下頷突出甚多。腹緣稜鱗胸鰭前12至26枚，胸鰭後13至14枚。臀鰭起點在背鰭後部1/2處鰭條45至50枚之間。胸鰭具在。體被圓鱗，鱗片前部密布橫溝線，後部邊緣光滑。背鰭與臀鰭基部具鱗鞘。身體銀白色。體背、吻端、背鰭和尾鰭呈淡黃色，其他各鰭白色。體長可達40公分。

## 生態
暖海性的洄游性魚類，常出現於河口，可以容忍於低鹽度的水域。白天多活動於中下層水域，黃昏、晚上、黎明或陰天則活動於中上層水域。幼魚以浮游生物為食，成魚以蝦、頭足類、多毛類、小魚為食。

## 經濟利用
食用魚，新鮮時可清蒸，亦可曬成鹹魚。